# Ekerö sommarstad
Ekerö sommarstad is een plaats in de gemeente Ekerö in het landschap Uppland en de provincie Stockholms län in Zweden. De plaats heeft 544 inwoners (2005) en een oppervlakte van 37 hectare.